# Киндийка
Кинди́йка (укр. Кіндійка; до 1917 года — Киндийские хутора) — бывший населённый пункт, с 1963 года входящий в состав посёлка Антоновка Херсонской области
Происхождение названия Киндийских хуторов точно не установлено, но в разных документах встречается несколько его вариантов: Тенгинские хутора, Кингинские хутора, Киндийские хутора, село Киндийка. Существует версия, что название своё хутора получили от небольшой речки, которая протекала неподалёку (один из небольших рукавов в низовье Днепра — ныне не существует). На картах и схемах земельных участков встречаются подобные название реки — Тенгинка, Тингинка, Кингинка.
На планах 1803, 1804, 1821 годов можно встретить название «Балка Тингинская», впадающая в реку Тингинку, а также урочища при этой балке.
О названии же самой речки Тенгинки существует версия, что она получила своё имя по названию Тенгинского пехотного полка, расквартированного в этих местах после русско-турецкой войны 1768—1774 годов и участвовавшего в строительстве Херсона. В этом полку в последние годы своей жизни служил на Кавказе русский поэт Лермонтов, Михаил Юрьевич (1814—1841), сосланный в 1837 году в действующую армию за стихотворение «Смерть поэта», посвящённое А.С. Пушкину.

## Динамика населения Киндийки
Ближе к середине XIX века территория Херсонской губернии была в основном заселена. Население Киндийских хуторов конца XVIII, начала XIX веков было представлено разнообразной палитрой жителей. Это были переселенцы разных социальных слоёв и статуса, беглые крестьяне, бывшие казаки, и т. п. Вот что писал об этом в начале XX века бывший Городской Голова Херсона Д. Н. Горловский: «Первыми колонистами на городских хуторах были: некоторая часть казаков, находившихся в составе Запорожской Сечи, которая в это время правительством была упразднена, и людьми бродячими, промышлявшими в степях, чем случится. Такой сброд водворялся на хуторах и приписывался к местному мещанскому обществу. Позднее на хуторах селились люди, прибывшие из соседних губерний — Полтавской, Киевской и др. Действительно, простор, приволье, обилие земли, табуны диких лошадей, в реках — рыбы, отсутствие рекрутчины, и проч., все это привлекало население из местностей, где условия жизни были значительно тяжелее. С какою постепенностью нарастало население — сказать трудно. Существует среди хуторян предание, что ещё во время Турецкого владения на балке Веревчиной были поселенцы, в особенности на хуторе Арнаутка. Другое предание гласит, что дореформенная градская Дума, в охранение целости границ своих земель от захвата сильных соседей, по крайним границам владений поселила своих мещан и образовала хутора: Киндийку, Проценков, Загорянов, Киселев и Арнаутку. … Первые сведения о числе населения появились в начале 1840-х годов и не в виде числа душ, а в виде отдельных хозяйств, которых зарегистрировано было 490. Предполагая численный состав по 6 душ на семью — будет около 3000 душ населения».
Наиболее ранние документальные сведения о численности жителей Киндийских хуторов, количестве дворов, сословном состоянии и некоторые другие данные датируются 1859 годом (см. таблицу ниже). 100 % тогдашнего населения отнесено к сословию «мещане», которые имели частные земли или арендовали их у Херсонской городской общины. В основном хуторяне занимались земледелием. В 1900 году, после постройки церкви, здесь также появилось сословие «священнослужитель». Такой однородный социальный состав населения сохранялся до революции 1917 года.
| Год  | Жителей | Дворов |
| ---- | ------- | ------ |
| 1859 | 499     | 107    |
| 1887 | 1670    | 180    |
| 1896 | 1120    | 209    |
| 1928 | 1637    | 347    |
| 2008 | 7600    | >1500  |

## Церковь Рождества Пресвятой Богородицы
На рубеже XIX—XX веков, жителями Киндийских хуторов построена церковь Рождества Пресвятой Богородицы (заложена 30 мая /ст.ст./ 1899 года), по проекту титулярного советника Антона (Антонио) Ивановича Сварико, итальянца по происхождению, бывшего тогда Главным городским архитектором Херсона.

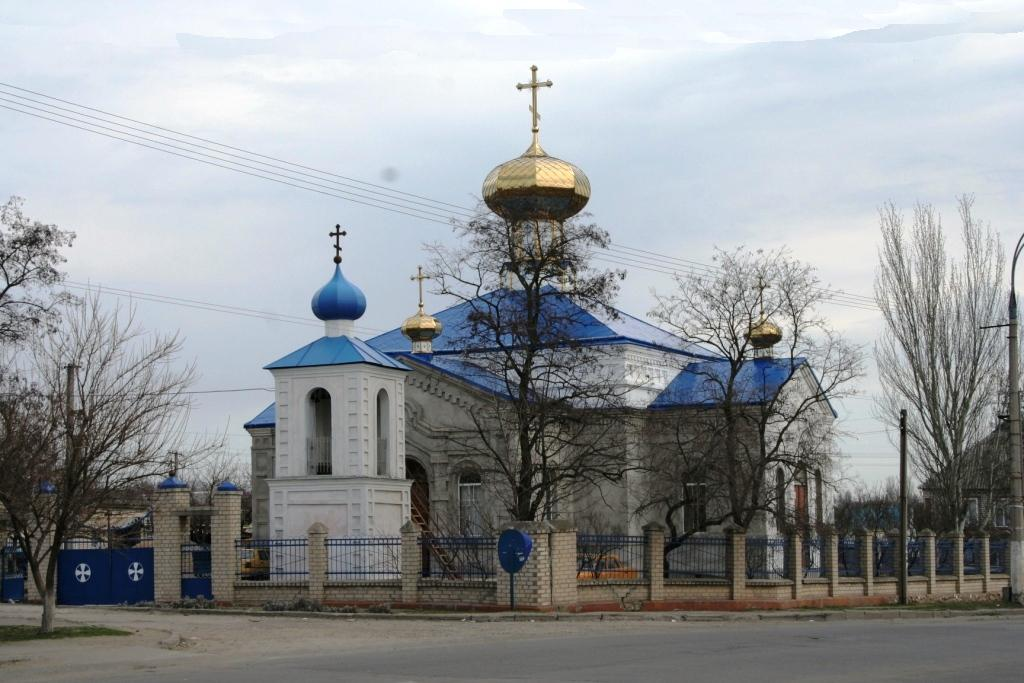
Церковь Рождества Пресвятой Богородицы. Памятник архитектуры конца XIX века. Главная историческая и духовная достопримечательность посёлка.

Считается, что архитектура храма сочетает в себе детали старомосковского и романского стилей. Храм освящён и открыт для богослужений 12 (25 по нов.ст.) ноября 1900 года. Два жителя Киндийских хуторов: Гавриил Фёдорович Карленко — умер 27 сентября 1900 г., в возрасте 80 лет; Никифор Тимофеевич Букацель — умер 30 декабря 1905 г., в возрасте 70 лет, принимавшие особо ревностное участие в ходатайствах, финансировании, организации и исполнению работ по сооружению церкви, похоронены в церковной ограде, близ алтаря, по особому распоряжению архиепископов (двух, в разное время).
28 февраля 1973 года, решением Херсонского горисполкома № 111/4, здание церкви признано памятником архитектуры местного значения конца XIX века, взято под охрану государством, на стене установлена мемориальная доска.
В 1961—1985 г. в Киндийке проживал на покое архиепископ Костромской и Галичский Иоанн (Лавриненко), ставший духовным лидером Херсона. Архиепископ похоронен на местном кладбище.

## Школа и образование
За 100 лет со времён образования Киндийских хуторов здесь не было ни одного заведения, в котором сельских детей обучали хотя бы элементарной грамоте. К тому же существовал «социальный ценз»: в те времена получить знания могли только дети из состоятельных семей — с ними индивидуально занимался специально нанятый учитель.
Каких-либо документальных свидетельств об этом срезе жизни сельчан не сохранилось. Установлено лишь, что в 1900 году, при решении вопросов о финансировании завершающего этапа строительства церкви, ходатайство в Херсонскую Городскую Думу подписывают: «…23 августа члены попечительства мещане: Яков Харченко, Мирон Кравец, Лев Кравец, Фёдор Калиниченко, а за них неграмотных, и за себя расписались: Степан Смульский, Ефим Печник, Никита Дружка, Никифор Букацель» Все эти люди, родились в начале второй трети XIX века, то есть это означает, что с момента основания Киндийских хуторов здесь были грамотные люди в некоторых семьях, находившие индивидуальные возможности для обучения своих детей.

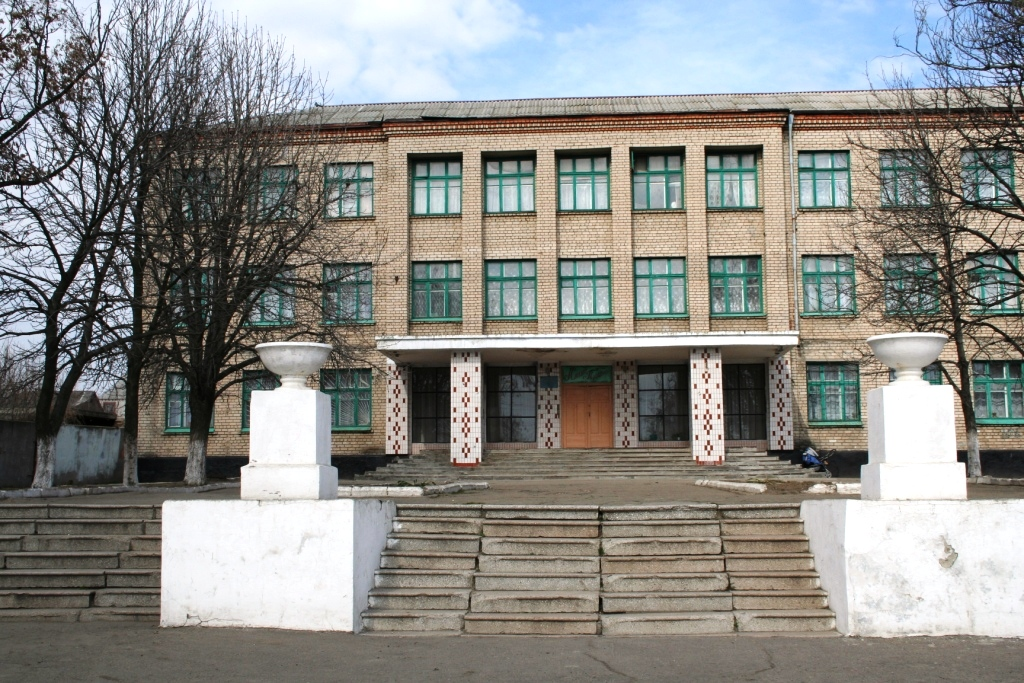
Киндийка. Нынешнее здание средней школы № 18. Построено в 1960 году.

Только в 1883—85 гг. в Киндийских хуторах построена первая начальная трёхклассная школа, и с того времени обучение детей грамоте приобретает общественный и, в какой-то степени, организованный характер. Называлась она в разные годы по-разному: то Городским народным училищем, то Киндийским хуторским училищем. Обязательность образования для всех детей тогда не предусматривалась — родители сами решали, исходя из своих возможностей и убеждений, будет ли их ребёнок учиться. Согласно церковной переписи в 1900 году в школе учились 44 мальчика и всего лишь 17 девочек, из 74 и 80 детей, соответственно, 1890-93 годов рождения на 01.01.1903 года. Власть относилась весьма прохладно к сельской окраине: то частично финансируя школу (1893, 1896 гг.), а то вовсе не выделяя средств (1900 г.). Вот как об этом писали в 1908 году, современники той школы: «Сооружённая на Киндийских хуторах лет 25 тому назад начальная школа пришла в ветхость и далеко в настоящее время не соответствует ни самым минимальным требованиям гигиены, ни спросу на училищные вакансии. За неимением мест в классе детей приходится делить на две очередные смены, причём одна смена, скученная в тёмном коридоре школы, ожидая своей очереди, мешает занятиям другой. Ввиду такого положения вещей заведующая школой Бойко ходатайствует перед городской управой о расширении или постройке на Киндийских хуторах новой школы.»
Городские власти не торопились улучшать школьную жизнь городской окраины, а грянувшие вскоре — первая мировая война, революция 1917 года и все дальнейшие события — отодвинули на несколько десятилетий хотя-бы частичное решение проблем школы.
Такое положение сохранялось до 1930-х годов. Постепенно материальное положение школы улучшилось: количество помещений под новые классы увеличивается за счёт зданий, принудительно отобранных у так называемых «кулаков». В 1932 году в школе вводится неполное среднее (семилетнее) обучение и в 1936 году производится первый выпуск учеников школы-семилетки.
И, тем не менее, даже в послевоенное время, вплоть до 1955 года (до присвоения статуса школы-десятилетки) все желающие получить полное школьное образование, вынуждены были ездить учиться в город Херсон. Здание первой школы в посёлке не сохранилось до наших дней, а тогда оно располагалось на месте нынешнего жилого дома № 16 по улице Пионерской, и многие жители Киндийки ещё помнят времена, когда учились в этом старом корпусе Киндийской школы.
В 1960 году в центре Киндийки построено новое, современное (по стандартам того времени) здание школы с производственными мастерскими, спортзалом, актовым залом, школьной библиотекой (более 4000 томов), столовой.

## Великая Отечественная война и освобождение

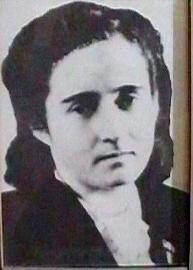
Букацель Мария Поликарповна — связная подпольной группы «Центр». Фото 1948-52 годов

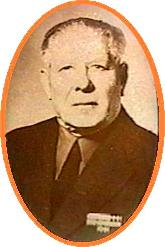
Фесенко Григорий Иванович

В период немецкой оккупации Херсона, здесь с конца 1942 года — до лета 1943 года активно действовала подпольная группа «Центр», возглавляемая Комковым Филиппом Антоновичем, являвшимся одним из организаторов и руководителей Николаевского областного подпольного «Центра», и перебравшемуся в Херсон после разгрома подполья немцами в декабре 1942 года. Одной из связных в этой группе была родившаяся и проживавшая в Киндийке, имевшая здесь глубокие родовые корни в шести поколениях — Букацель Мария Поликарповна. Проживая в предвоенные годы в Монастырско-Цыганской слободке (территория Киндийского сельсовета), пришла работать счетоводом на консервный завод им. Сталина, где и стала в годы войны участницей подпольной группы «Центр». В начале 1943 года начались слежки, аресты подпольщиков, а в конце мая на Херсон обрушилась новая волна облав — немцы, во что бы то ни стало, решили уничтожить подполье. Тогда Филипп Комков принял решение уходить из города.
М. П. Букацель было поручено сохранение рации, которая была перевезена из города жителем Киндийки, работником консервного завода им. Сталина, первым заведующим киндийским сельским клубом и одним из председателей Киндийского сельсовета в 1930-е годы — Фесенко Григорием Ивановичем, а затем надёжно спрятана в его доме по переулку Торпедному 15 (ныне дом не сохранился). В марте 1944 года, через несколько дней после освобождения Херсона, радиостанция была вырыта из тайника и передана работникам КГБ.
Во время Великой Отечественной войны, на восточной околице Антоновки в ночь на 13 марта 1944 года, было совершено форсирование Днепра частями 295-й и 49-й (гвардейской) стрелковых дивизий и днём 13 марта 1944 года освобождены от немецко-фашистских захватчиков сёла Антоновка, Киндийка и город Херсон. В 1967 году в Киндийке у библиотеки установлен монумент в память о солдатах, погибших в годы войны.

## Земляки-герои труда
- Герои Социалистического Труда:
  - Швец, Варвара Ильинична

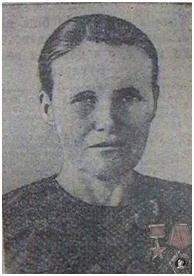
Швец Варвара Ильинична

За весь советский период истории Киндийки высшей награды СССР удостоился только один человек — Швец Варвара Ильинична.
Родилась она в 1892 году в селе Киндийские хутора, Херсонского уезда, в семье крестьянина. Образование получила начальное. В 1934 году Швец В. И. возглавила ударное полеводческое звено колхоза им. Хрущёва в с. Киндийка, Херсонского района. За высокие показатели в труде по выращиванию хлопка в 1951 году награждена Орденом Ленина и Золотой медалью «Серп и молот» Героя Социалистического труда. Варвара Ильинична Швец умерла в 1975 году и похоронена на местном поселковом кладбище.
Другие члены этого звена, а также иные труженики колхоза, были награждены:
- Орденом Ленина — Браницкая Елена Акимовна, Шевченко Татьяна Михайловна;
- Орденом Трудового Красного Знамени — Байраченко Оксана Григорьевна, Балёха Мария Семёновна, Быкова Лидия Матвеевна, Власенко Мария Григорьевна, Дробот Мария Васильевна, Дробот Оксана Фёдоровна, Друзяка Мелания Васильевна, Синжук Екатерина Емельяновна, Сухопара Анна Никитична, Шедемида Мария Яковлевна;
- Медалью «За трудовую доблесть» — Иващенко Екатерина Григорьевна, Пустовая Полина Романовна, Чернявская Прасковья Сидоровна;
- Медалью «За трудовое отличие» — Андриевская Марфа Афанасьевна, Безпоясная Анна Гавриловна, Бутенко Анна Илларионовна, Чернявская Елизавета Павловна, Шеремет Мария Ивановна.

В более позднее время большое число земляков-односельчан отмечены многими наградами СССР за выдающиеся трудовые успехи и достижения на предприятиях г. Херсона и в сельском хозяйстве, но перечисленные выше были первыми тружениками, жителями Киндийки, представленными к правительственным наградам в советский период истории села..

## Интересный факт
В 1958 году в Херсоне снимался героико-приключенческий советско-югославский фильм режиссёра Леонида Лукова — «Олеко Дундич».
Это картина о Первой конной армии С. М. Будённого и К. Е. Ворошилова, в которой сражался югослав Олеко Дундич.
Целый ряд эпизодов этого фильма был снят на восточной окраине Херсона, в селе Киндийка. В массовках принимали участие жители села, и ученики 5-7х классов местной школы, которым ныне исполнилось 65-67 лет. В частности, они стоят на церковной колокольне во время пения и танцев цыган, на площади перед Киндийской церковью. Некоторые сцены снимались в домах местных жителей.
Ещё один продолжительный эпизод был снят на высоком правом берегу Днепра на нынешней ул. Херсонской, напротив ул. Ватутина. На кадрах кино видим тогдашнюю пыльную и кривую дорогу, по которой едут цыганские кибитки, в одной из которых прячется О. Дундич. Потом здесь произойдёт очень активная перестрелка между соратниками Дундича и белогвардейцами, а сам Олеко специально попадёт в плен, чтобы вызволить из тюрьмы свою невесту Галю.
Внизу под скалой поят лошадей казаки, набирая воду из колодца, называвшегося в народе «Журавель» и не сохранившегося до наших дней. В конце сюжета, ещё ниже — по прибрежной полевой гряде, скачут на лошадях белогвардейские всадники по направлению к скале. Сегодня здесь находится стадион «Мастер-С».
Для жителей села, в 1958 году, съёмка фильма и встречи со многими известными актёрами кино, явились неординарным, ярчайшим и запоминающимся событием. Многое с той поры преобразилось в Киндийке, но кадры фильма сохраняют исторический, ландшафтный и художественный колорит обстановки того времени.

## Ближе к современности
В 1985 году, на старой границе Киндийки и Антоновки построен автомобильный Антоновский мост.

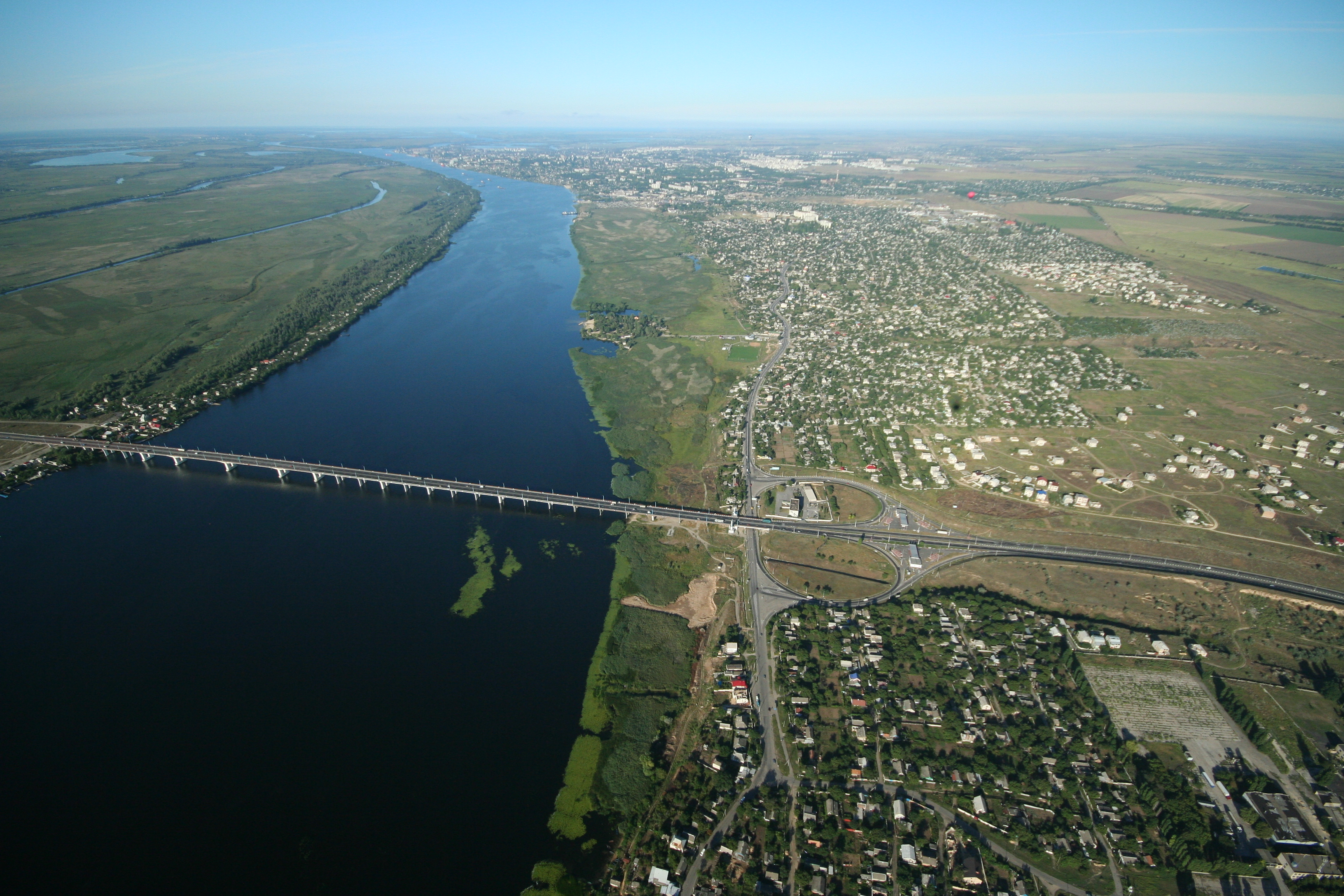
Автомобильный Антоновский мост. За мостом на дальнем плане Киндийка и Херсон

В марте 2022 года была оккупированна Россией
В 2023 году освобождена ВСУ.

## Фотографии
- Город Херсон и Киндийка на карте Украины Архивная копия от 25 июля 2020 на Wayback Machine
- Панорама Киндийки. Вид с автомобильного моста Архивная копия от 25 июля 2020 на Wayback Machine
- Вид Киндийки с воздушного шара Архивная копия от 25 июля 2020 на Wayback Machine
- Вид Киндийки со спутника Архивная копия от 25 июля 2020 на Wayback Machine
- Строители церкви Архивная копия от 25 июля 2020 на Wayback Machine
- Памятник у библиотеки Архивная копия от 25 июля 2020 на Wayback Machine
- Схема улиц Киндийки Архивная копия от 25 июля 2020 на Wayback Machine
- Карта-схема наиболее полного перечня улиц Киндийки по состоянию на 2012 год Архивная копия от 25 июля 2020 на Wayback Machine
- Мемориал «Могила Неизвестного Солдата» Архивная копия от 25 июля 2020 на Wayback Machine
- План-схема Большого Киндийского кладбища (ул. Комсомольская) Архивная копия от 25 июля 2020 на Wayback Machine